# 中村哲郎
中村 哲郎（なかむら てつろう、1942年11月23日 - ）は、歌舞伎を中心とした演劇研究者、評論家。

## 人物
山梨県甲府市の温泉旅館で生まれ育った。山梨県立甲府第一高等学校卒、早稲田大学文学部に学び、郡司正勝に師事。国立劇場（1967年開場）に勤務したが数年で退職を経て、中学1年でやみつきになった歌舞伎を軸に半世紀を超えた観劇歴で、演劇研究・執筆活動を行う。
1983年『西洋人の歌舞伎発見』で芸術選奨文部大臣新人賞、2007年『歌舞伎の近代 作家と作品』で日本演劇学会河竹賞・AICT演劇評論賞、2012年『花とフォルムと 転換する時代の歌舞伎評論』で芸術選奨文部科学大臣賞をそれぞれ受賞。2021年、『評話集 勘三郎の死 劇場群像と舞台回想』で第72回読売文学賞を受賞。

## 著作
- 『歌舞伎の幻』 前衛社、1970年9月9日、国立国会図書館書誌ID:000001278197。序文・帯文は三島由紀夫[13]
- 『西洋人の歌舞伎発見』 劇書房、1982年4月20日、国立国会図書館書誌ID:000001554149。
- 『ジャパノロジストの眼』 三修社、1982年12月25日、ISBN 4-384-05005-4。
- 『歌舞伎の星座 現代花形俳優論』 新読書社、1985年7月5日、ISBN 4-7880-6001-9。
- 『天壇の西太后』 沖積舎、1989年10月、ISBN 4-8060-2489-9。戯曲[2]。
- 『歌舞伎の近代 作家と作品』 岩波書店、2006年6月29日、ISBN 4-00-022466-2。
- 『花とフォルムと 転換する時代の歌舞伎評論』 朝日新聞出版、2011年7月7日、ISBN 978-4-02-100150-5。
- 『評話集 勘三郎の死 劇場群像と舞台回想』 中央公論新社、2020年7月、ISBN 978-4120053214。書評[14]
- 編『昭和歌舞伎　女方小説集』中公文庫、2025年6月[15]、ISBN 978-4122076662